# Fleet Street

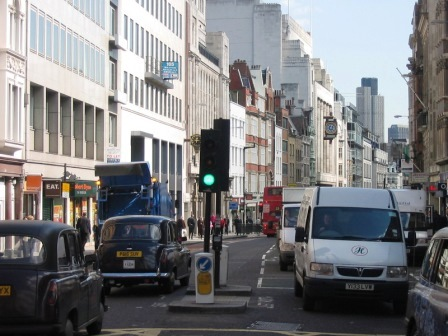
Fleet Street in oostelijke richting

Fleet Street is een beroemde Londense straat, vanouds het centrum van de nationale pers. Ondanks het feit dat vrijwel de gehele pers er verdwenen is, wordt de naam nog steeds gebruikt als hét synoniem van de Britse pers. De "Fleet street" mythe werd uitgevonden door Sir Philip Gibbs.
Tegenwoordig zijn de meeste krantenredacties gevestigd in het zakelijke centrum, de Docklands. Het laatste persinstituut dat de straat verliet was het persbureau Reuters, waarvan de laatste medewerkers in mei 2005 deze straat verlieten.

## Historie
De straat is genoemd naar de rivier de Fleet. Een brug over die rivier maakte oorspronkelijk deel uit van Fleet Street, maar tegenwoordig loopt die rivier ondergronds.
Omstreeks 1500 kwam de drukker Wynkyn de Worde naar de straat. Later had Shakespeare er een café en schreef Jonathan Swift er zijn boek over Gullivers reizen.
In 1702 kwam de eerste krant naar Fleet Street, de Daily Courant. In de jaren 80 van de twintigste eeuw vertrokken de meeste krantenbedrijven weer.

## Ligging
Aan de westkant, bij Temple Bar, kruist Fleet Street de stadsgrens, en gaat verder als The Strand. Aan de oostzijde gaat hij over in Ludgate Hill. De dichtstbijzijnde metrostations zijn Temple, Chancery Lane en Blackfriars. Het ligt dicht bij City Thameslink Station.
In de straat ligt St Bride's Church (Sint Brigidaskerk), de patroonheilige van de drukkers. De torenspits van deze kerk stond model voor de traditionele Britse bruidstaart in de 18e eeuw.

## Verhalen en geruchten
Er zijn enkele verhalen en geruchten over Fleet Street. Bijvoorbeeld het bekende verhaal van Sweeney Todd: The Demon Barber of Fleet Street.
De hardrockgroep Whitesnake had het in "Wine women and song" over "Fleet street preachers" om journalisten en persmuskieten te omschrijven.